# Perisama alicia
Perisama alicia är en fjärilsart som beskrevs av William Chapman Hewitson 1868. Perisama alicia ingår i släktet Perisama och familjen praktfjärilar. Inga underarter finns listade i Catalogue of Life.

## Bildgalleri

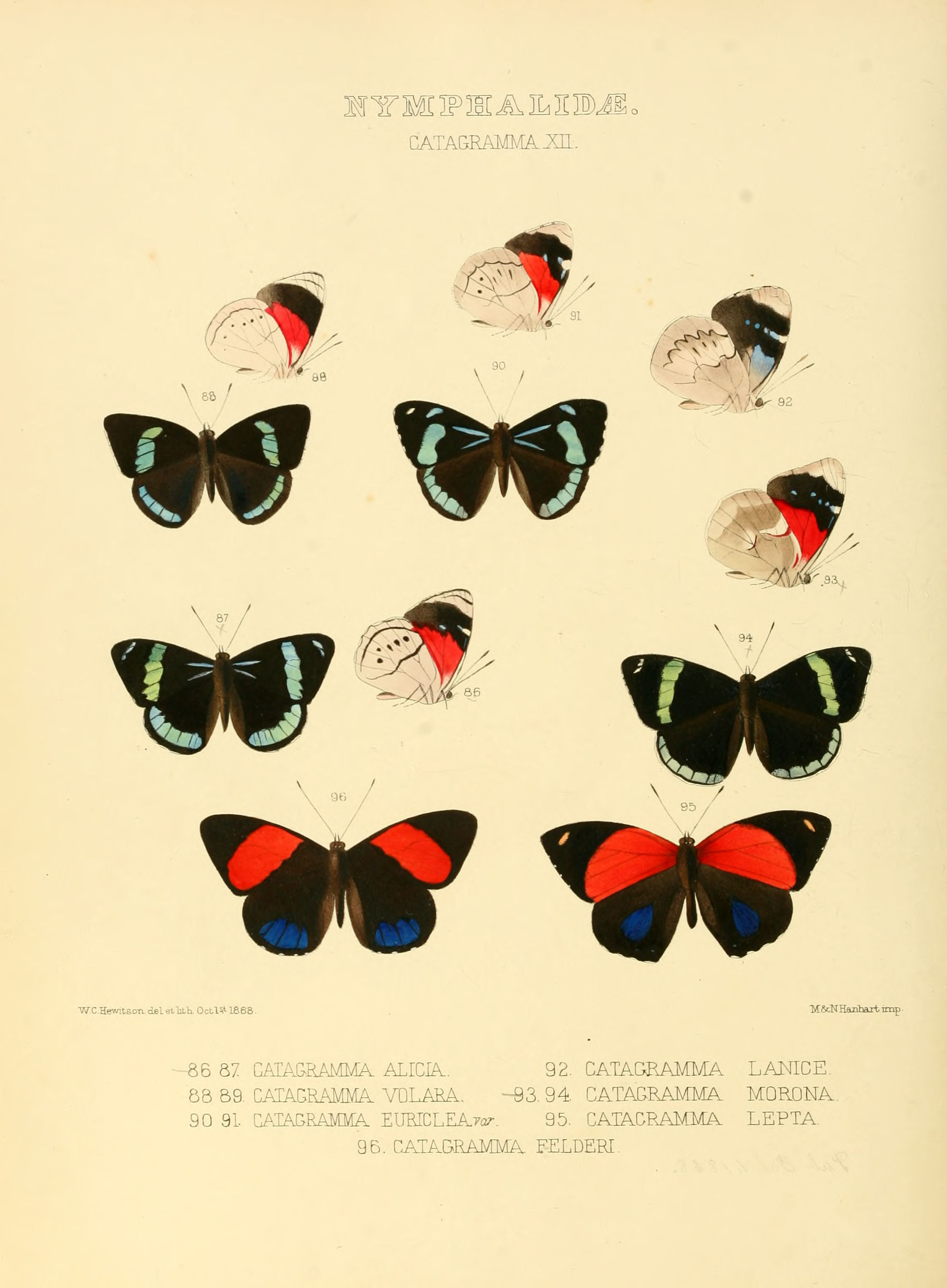
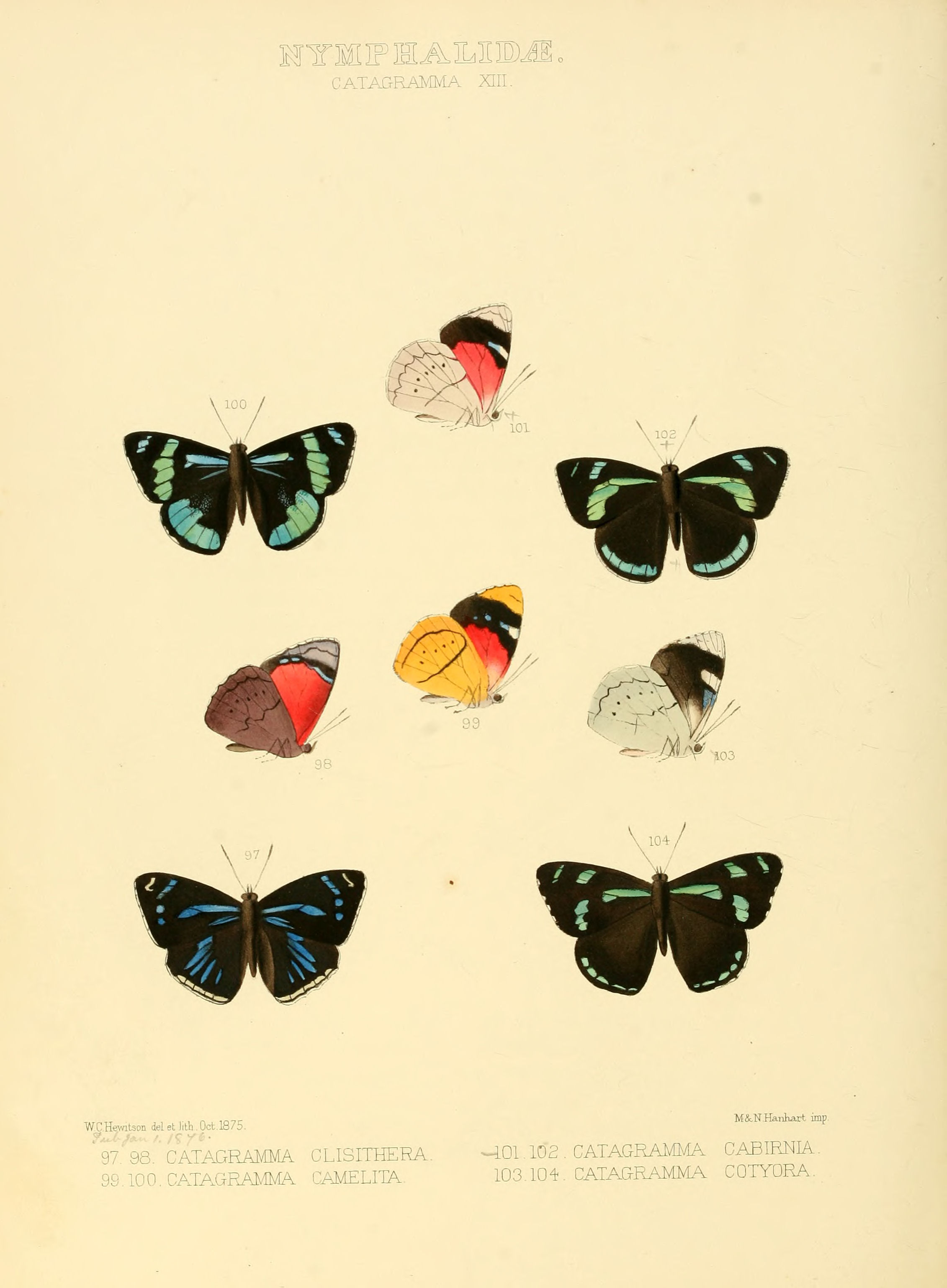